# ブリッジポート・ブルーフィッシュ
ブリッジポート・ブルーフィッシュ（Bridgeport Bluefish）は、プロ野球独立リーグのアトランティックリーグに加盟していた野球チーム。本拠地は、アメリカ合衆国コネチカット州ブリッジポート。

## 概要
1997年に創設され、1998年にアトランティック・リーグに加盟し、活動を開始。
1999年、チャンピオンシップ・シリーズを制し、リーグ優勝を果たす。
その後は、2002年・2006年・2010年とディビジョン優勝を果たし、チャンピオンシップ・シリーズに進出するも敗れている。
2017年、20年に渡る球団の歴史に幕を下ろし、2019年よりノースカロライナ州ハイポイントをフランチャイズとする後継球団（2018年にハイポイント・ロッカーズと命名される）ができると発表された。

## 所属選手

### 過去の主な所属選手
- マリアーノ・ダンカン (1999、元：読売ジャイアンツ)
- ジョー・クロフォード (2000 - 2001、元：千葉ロッテマリーンズ)
- 今関勝 (2001 - 2003、元：日本ハムファイターズ)
- ドゥエイン・ホージー (2002、元：ヤクルトスワローズ)
- ブライアン・ウォーレン (2004 - 2005、元：千葉ロッテマリーンズ)
- クリス・レイサム (2005、元：読売ジャイアンツ)
- ゲイリー・バーナム・ジュニア (2005 - 2006、元：千葉ロッテマリーンズ)
- マット・アンダーソン (2006、元：デトロイト・タイガース)
- エドガルド・アルフォンゾ (2006、元：読売ジャイアンツ)
- ケビン・ホッジス (2006、元：東北楽天ゴールデンイーグルス)
- エンジェル・エチェバリア (2006、元：日本ハムファイターズ)
- ブライアン・ネルソン (2006、元：福岡ダイエーホークス)
- エリック・ヤング (2007、元：オリックス・バファローズ)
- ルイス・ロペス (2008 - 2014、元：東北楽天ゴールデンイーグルス)
- アダム・グリーンバーグ (2009 - 2011、元：シカゴ・カブス)
- エステバン・ジャン (2009 - 2011、元：阪神タイガース)
- ヘクター・カラスコ (2009、2011、元：近鉄バファローズ)
- アントニオ・アルフォンセカ (2010 - 2011、元：フロリダ・マーリンズ)
- ダン・セラフィニ (2010、元：千葉ロッテ、オリックス)
- ヒラム・ボカチカ (2010、元：埼玉西武ライオンズ)
- ウィリー・モー・ペーニャ (2010、元：福岡ソフトバンクホークス)
- ルイス・ゴンザレス (2010、元：横浜ベイスターズ)
- ポール・オセゲラ (2010 - 2012、元：福岡ソフトバンクホークス)
- シェイ・ヒレンブランド (2012、元：ボストン・レッドソックス)
- ウィンストン・アブレイユ (2013 - 2014、元：千葉ロッテマリーンズ)
- イギー・スアレス (2013、第3回WBC予選コロンビア代表)
- 大家友和 (2014、元：横浜ベイスターズ)
- ドントレル・ウィリス (2014、元：フロリダ・マーリンズ)
- キャメロン・ロー (2015、元：福岡ソフトバンクホークス)
- ジョナサン・アルバラデホ (2016、元：読売ジャイアンツ)